# Гемибореальный
Гемибореальный —  термин, используемый в биогеографии, геоботанике и климатологии по отношению к экосистемам, расположенным между зонами умеренного и бореального (субарктического) климата. В научной литературе по геоботанике также используются равнозначные ему термины «неморально-бореальный» (англ. nemoboreal) и «бореально-неморальный» (англ. boreonemoral, boreo-nemoral). 

## Биогеография и геоботаника
В биогеографии используется термин «гемибореальная зона» (англ. hemiboreal zone), в геоботанике — «гемибореальный лес» (англ. hemiboreal forest, nemoboreal forest, boreo-nemoral forest), «гемибореальная лесная экосистема» (англ. hemiboreal forest ecosystem). 
Гемибориальный лес обладает некоторыми характеристиками бореального леса и имеет общие черты с лесами умеренной зоны на юге. Для гемибореальной зоны характерно сосуществование хвойных деревьев, таких, как сосна обыкновенная и ель обыкновенная, и различных широколиственных пород, таких как осина, клён, берёза, рябина, ольха, бук, орешник, граб. Из деревьев, характерных для умеренной зоны, в гемибореальной зоне произрастают липа мелколистная, ясень обыкновенный, вяз шершавый, дуб обыкновенный. В большинстве гемибореальных лесов наличествует широкое разнообразие травянистых растений (вейник тростниковидный, орляк обыкновенный, ожика волосистая и др.).
Различают два основных типа гемибореальных лесов:
- гемибореальный лес естественного происхождения с крупными хвойными и южными лиственными деревьями, встречающийся практически только в лесных заповедниках, таких как «Беловежская пуща», а также в восточной части Польши;
- гемибореальный лес искусственного происхождения, то есть смешанный лес, выросший на заброшенных лесистых лугах с лиственными деревьями (ясень, дуб, орешник) и заросший хвойными породами, особенно елями.

## Климатология
Термин «гемибореальный климат» включает в себя формы климатов, обозначенных Dfb, Dwb и Dsb в классификации климатов Кёппена. Иногда он применяется ко всем районам с долгой холодной зимой и тёплым (но не жарким) летом, в том числе к полузасушливым и засушливым районам в зависимости от среднегодового количества осадков.

## Примеры
Примеры зон с гемибореальным климатом или гемибореальными экосистемами:
- Россия: в европейской России гемибореальные леса протянулись сужающейся на восток полосой между 54 и 60° северной широты. К ним относятся южная тайга и хвойно-широколиственные (подтаёжные, смешанные) леса; гемибореальные леса включает в себя Южно-Сибирский дождевой лес[англ.]; на Валдайской возвышенности есть бореальный хвойный лес; бореальные леса есть в Западной Сибири и на Дальнем Востоке;
- северная Беларусь, северная часть Украины;
- Латвия, Эстония, северная Литва, северо-восточная Польша;
- Канада: вся юго-восточная Канада, за исключением южной части Онтарио, а также центральных районов Канадских прерий за пределами пастбищ;
- Норвегия: самая южная часть страны;
- Финляндия: прибрежная зона и архипелаг Турку, регион Аландских островов.
- Швеция: южная Швеция, кроме самых южных муниципалитетов;
- США: большая часть штатов Мичиган, Висконсин и Миннесота, а также восточная часть Северной Дакоты;
- гемибореальные леса есть в континентальной Северной Азии.